# Mettenschicht

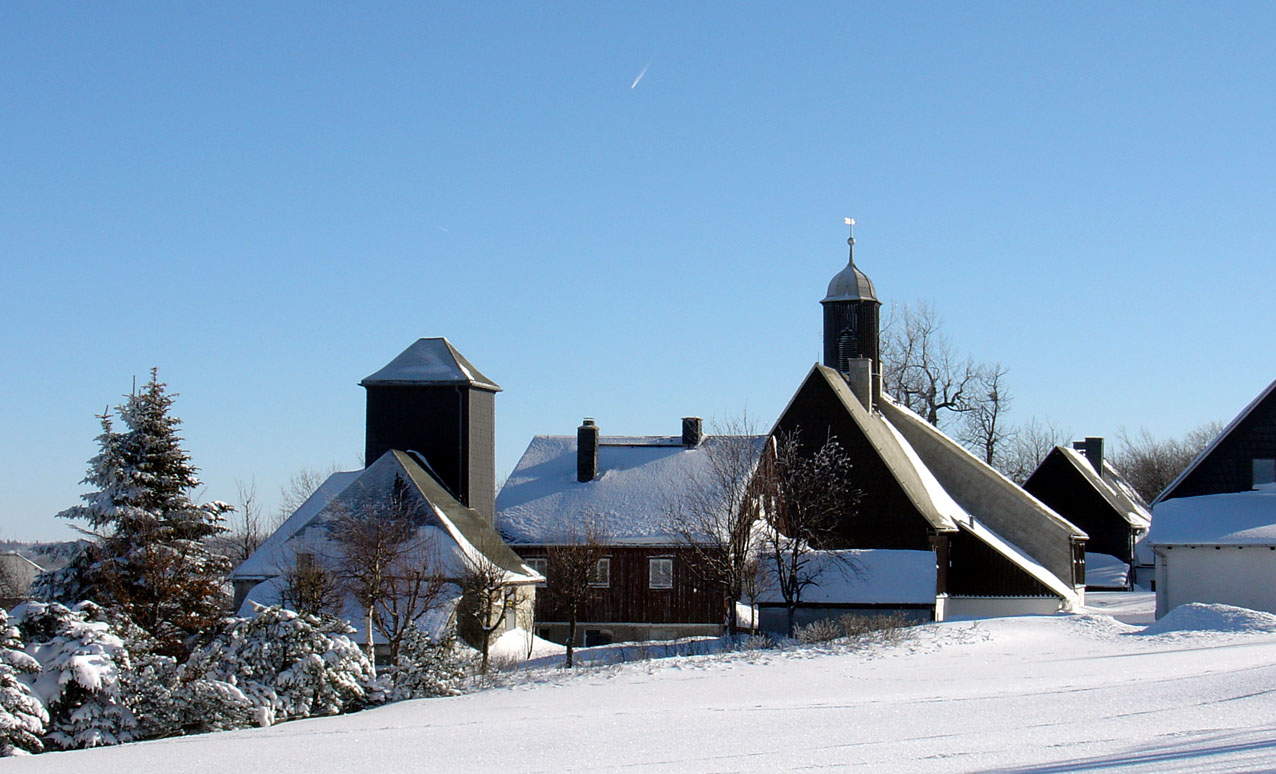
Bergbaumuseum Huthaus in Zinnwald (Erzgebirge)

Die Mettenschicht ist ein alter bergmännischer Brauch. So wird die letzte verfahrene Schicht vor Weihnachten bezeichnet. Der Name nimmt Bezug auf die der Schicht folgende Christmette.

## Ablauf
Der Steiger beendete diese Schicht vorzeitig mit einem Klopfzeichen, mit dem er die Bergleute herausklopfte. Anschließend hielt er im Huthaus, welches reichlich geschmückt war, eine Art Predigt. Durch das Singen von Bergmannsliedern (z. B. Der Steiger) dankten die Bergleute für den Bergsegen. Ein einfaches, typisches Essen beendete die Schicht. Das Essen bestand meist aus Bratwurst mit Kartoffelbrei und Sauerkraut sowie einem Kräuterschnaps und einem gaahlen Gelecht („gelbes Geleucht“, Synonym für Zigarre).

## Touristische Mettenschichtenfeiern
Die Idee der Mettenschicht wurde ausgehend vom Erzgebirge von vielen Besucherbergwerken zur Gestaltung einer von bergmännischem Brauchtum geprägten Weihnachtsfeier aufgegriffen. Das Spektrum der Veranstaltungen reicht dabei von stark an historischen Traditionen orientierten Jahresabschlussfeiern – oft im Bergwerk selbst – für die oft ehrenamtlichen Mitarbeiter, Freunde und Förderer des Besucherbergwerks über buchbare Incentive-Veranstaltungen bis zur Bergbaufolklore für Reisebustouristen in der Stadthalle.
Auch viele Höhlenforschergruppen feiern im Umfeld ihrer Forschungsobjekte diesen Brauch und verbinden das mit speläologischen Informationen für ihre Mitglieder und Gäste.